# Giuseppe Paris
Giuseppe Paris (ur. 22 września 1895 w Mediolanie, zm. 5 kwietnia 1968 w Capriate San Gervasio) – włoski gimnastyk, dwukrotny medalista olimpijski.

## Kariera sportowa
Brał udział w trzech igrzyskach (IO 20, IO 24, IO 28), na dwóch zdobywał złote medale w rywalizacji drużynowej. W 1920 znalazł się w gronie zwycięzców w wieloboju rozgrywanym w systemie europejskim, cztery lata później triumfował w wieloboju.